# Lago Mweru Wantipa
El lago Mweru Wantipa (también transcrito como  'Mweru-wa-Ntipa' y también llamado 'pantano Mweru') es un lago y un sistema pantanoso de África Central localizado en la Provincia del Norte de Zambia. En el pasado fue considerado un lago misterioro, ya que las fluctuaciones del nivel del agua y de su salinidad no se explican enteramente por la variación de las precipitaciones. Esto se ve agravado por su lejanía y que no recibe la misma atención de los geógrafos y geólogos como los lagos vecinos, más grandes y más accesibles, como el lago Tanganica, a 25 km al este, o el lago Mweru, a 40 km al oeste, con el que a veces se confunde dado su nombre. Se sabe que el lago se secado casi por completo en alguna ocasión.
El lago Mweru Wantipa es un lago del valle del Rift acostado en una rama del Rift de África Oriental, que va desde el río Luapula hasta el lago Tanganica. Hay algunos manantiales calientes característicos de los valles del Rift Oriental. Su agua es turbia en apariencia, aunque a veces parece de color rojizo y «ligeramente aceitoso». En el dialecto local «wa ntipa» significa «con barro», de ahí «Mweru Wantipa» para distinguirlo del Mweru, su  vecino más grande y de agua más clara.